# کوئند
کوئند (به فرانسوی: Quend) شهری در ساحل کانال مانش در ناحیه سم منطقه نور-پا-دو-کاله-پیکاردی در شمال فرانسه قرار گرفته است .

## جمعیت
جمعیت کوئند در سال ۲۰۱۷ ، ۱۳۹۶ بوده است روند جمعیتی شهر از سال ۲۰۰۵ که تا پیش از آن روند منفی بود افزایشی شده است . 

## جاذبه‌های توریستی
- کلیسای کاتولیک نوتردام
- پلاژ کوئند که بخش برهنگی آن جنوب پلاژ قرار دارد .

## دسترسی
- فرودگاه برک سور مر
- ایستگاه قطار روئه